# Sandnessjøen Lufthavn, Stokka
Sandnessjøen lufthavn, Stokka (IATA: SSJ, ICAO: ENST) ejes og drives af Avinor AS. Widerøe flyr til denne lufthavn med flytypen De Havilland Dash 8-103. Rullebanen har asfaltdække, og en forlængelse af rullebanen til 1199 meter er planlagt.

## Flyselskab og Destinationer
- Widerøe (Bodø, Brønnøysund, Mo i Rana, Mosjøen, Trondheim, Oslo)

## Eksterne lenker
- Avinors side om Sandnessjøen lufthavn, Stokka Arkiveret 17. oktober 2007 hos  Wayback Machine
- Stokka på norskeflyplasser.no Arkiveret 12. januar 2022 hos  Wayback Machine

65°57′35″N 12°28′20″Ø / 65.95972°N 12.47222°Ø